# Szczecinek (gmina)
Szczecinek est une gmina rurale du powiat de Szczecinek, Poméranie occidentale, dans le nord-ouest de la Pologne. Son siège est la ville de Szczecinek, bien qu'elle ne fasse pas partie du territoire de la gmina.
La gmina couvre une superficie de 510,21 km2 pour une population d'environ  9 215 habitants en 2019.

## Géographie
La gmina inclut les villages d'Andrzejewo, Białe, Brzeźno, Brzostowo, Buczek, Dąbrowa, Dąbrówka, Dalęcinko, Dalęcino, Dębowo, Dębrzyna, Dobrogoszcz, Drawień, Drężno, Dziki, Gałówko, Gałowo, Glinno, Glonowo, Godzimierz, Gołębiewo, Gołonóg, Grąbczyn, Grąbczyński Młyn, Grochowiska, Gwda, Gwda Mała, Gwda Wielka, Jadwiżyn, Janowo, Jelenino, Kępno, Krągłe, Krasnobrzeg, Kusowo, Kwakówko, Kwakowo, Łabędź, Łączka, Letnica, Lipnica, Łozinka, Łysa Góra, Malechowo, Marcelin, Miękowo, Mosina, Myślęcin, Niedźwiady, Nizinne, Nowe Gonne, Omulna, Opoczyska, Orawka, Orłowce, Panigrodz, Parnica, Parsęcko, Pękowo, Pietrzykowo, Płużyny, Siedlice, Sierszeniska, Sitno, Skalno, Skotniki, Sławęcice, Sławęcin, Spore, Spotkanie, Stare Wierzchowo, Strzeżysław, Świątki, Tarnina, Trzcinno, Trzebiechowo, Trzebujewo, Trzesieka, Turowo, Wągrodno, Węglewo, Wielisławice, Wilcze Laski, Wojnowo, Zamęcie, Zielonowo et Żółtnica.
La gmina borde la ville de Szczecinek et les gminy de Barwice, Biały Bór, Bobolice, Borne Sulinowo, Czarne, Grzmiąca, Okonek et Rzeczenica.